# Jere Jareb
Jere Jareb (Šepurine, Prvić, 3. svibnja 1922. - Charlottesville, 21. studenoga 2017.), bio je hrvatski i američki povjesničar.

## Životopis
Jere Jareb rodio se u selu Šepurine na otoku Prviću 1922. godine. Pučku školu pohađao je u rodnom selu a klasičnu gimnaziju završio je u Šibeniku (1933. – 1941.). U Zagreb se preselio rujna 1941. godine i u njemu je ostao sve do svibnja 1945. godine. U Zagrebu je upisao četiri semestra prava (1941. – 1943.). 1945. godine je, nakon sloma NDH, prebjegao u Austriju, u Klagenfurt, gdje je živio u tamošnjoj bolnici i teško bolestan do prosinca 1951. godine. U siječnju 1952. godine otišao je živjeti u SAD. Po dolasku u SAD na Columbia Universityju odmah je počeo studirati modernu europsku povijest. Nakon tri godine studija, 1955. godine, postao je Bachelor of science a 1958. godine diplomirao je i dobio diplomu Master of Arts a teza mu je bila The Adriatic Question from the Armistice, 1918, to Orlando's Fall, June 1919 (Jadransko pitanje od primirja 1918. do Orlandovog pada, lipnja 1919.). Doktorirao je na istom sveučilištu 1964. godine a disertacija za doktorat mu je bila The Adriatic Question, from June 1919 to February 1924 (Jadransko pitanje od lipnja 1919. do veljače 1924.). Na Rutgers University podučavao je od 1963. do 1966. godine a od 1966. godine do umirovljenja, 1992. godine, predavao je europsku povijest na Saint Francis College, Loretto, Pensylvania a također tu je i predstojnik odsjeka za povijest i političke znanosti od 1970. do 1992. godine. Jedan je od osnivača Croatian Academy of America (Hrvatske Akademije Amerike).
Umro je u Charlottesvilleu 2017. godine.

## Znanstveni rad
Kao povjesničar bavi se izučavanjem novije hrvatske povijesti poslije 1790. godine. Njegov je znanstveno-istraživački rad bio usmjeren borbi protiv etiketiranja i stigmatiziranja hrvatskog naroda. Zlonamjerni su htjeli prikazati da su ustaše u NDH ubijali Židove "zbog ukorijenjenog antisemtizma u dušu hrvatskog čovjeka". Jareb je to svojim radom argumentirano srušio, pokazavši kako su pripadnici tog pokreta ubijali zato što se sprovodilo naredbe nacionalsocijalističkog režima Trećeg Reicha.

## Djela
- The Adriatic Question, from June 1919 to February 1924 (Jadransko pitanje od lipnja 1919. do veljače 1924.), Ann Arbor, Michigan, 1965. (doktorska disertacija)
- Pola stoljeća hrvatske politike: povodom Mačekove autobiografije, Buenos Aires, 1960., (prijetisak, Zagreb, 1995.)
- Političke uspomene i rad dra Branimira Jelića, Cleveland, 1982.
- Zlato i novac Nezavisne Države Hrvatske izneseni u inozemstvo 1944. i 1945.: dokumentarni prikaz, Zagreb, 1997.
- Državno gospodarstveno povjerenstvo Nezavisne Države Hrvatske od kolovoza 1941. do travnja 1945. godine: dokumentarni prikaz, Zagreb, 2001.

### Priredio
- Dinko Šuljak, Tražio sam Radićevu Hrvatsku, München-Barcelona, 1988.
- Eugen Dido Kvaternik, Sjećanja i zapažanja, 1925-1945: prilozi za hrvatsku povijest, Zagreb, 1995.
- Džafer Kulenović, Sabrana djela, 1945. – 1956., Buenos Aires, 1978. (supriređivači Stjepan Barbarić, Miron Krešimir Begić, Ragib Zukić)

## Odličja
- 1995.: Red hrvatskog pletera.[4]

## Vanjske poveznice
- Novi tjednik Jere Jareb za proslavu Dana Knjižnice, 20 .veljače 2009. (u međumrežnoj pismohrani archive.org, 2. ožujka 2009.)
- Jere Jareb , Pola stoljeća hrvatske politike: povodom Mačekove autobiografije[neaktivna poveznica]
- Jareb, Jere, Prilog povijesti hrvatskog iseljeništva u Sjedinjenim Američkim Državama 1941. – 1947. // Časopis za suvremenu povijest, br. 1., (2005.), str. 37. – 70., (Hrčak)
- Jareb, Mario. Ocjene i prikazi: Dr. Jere Jareb, Zlato i novac NDH izneseni u inozemstvo 1944. i 1945. // Fontes: izvori za hrvatsku povijest, br. 3., (1997.), str. 347. – 350., (Hrčak)
- Jareb, Mario. In memoriam, Nekrolog. Jere Jareb (3. svibnja 1922. – 21. studenoga 2017.) // Časopis za suvremenu povijest, sv. 49, br. 3., (2017.), str. 616. – 617., (Hrčak)